# Diego Barrado
Diego Armando Barrado (27 de febrero de 1981, Bragado, Provincia de Buenos Aires, Argentina) es un exfutbolista y actual entrenador argentino. Jugaba como mediocampista. Actualmente dirige a la reserva de River 

## Trayectoria
Hizo las inferiores en el Club Sportivo Bragado, luego pasó a River Plate, donde debutó el 22 de febrero de 2001. En el Clausura 2003 convirtió el gol ante Olimpo de Bahía Blanca que le permitió a River salir campeón. En 2004 pasó a Racing Club de Avellaneda donde se destacó a lo largo del torneo. Esto hizo que en 2005 regresara a River Plate, sin embargo, su desempeño en el club millonario no fue el esperado y no continuó en el equipo riverplatense.
En 2006 llegó a Colón de la mano de Leonardo Astrada, quien ya lo había dirigido en River. En 2007 desembarcó en Olimpo, que peleaba por no perder la categoría. Vencido su contrato con la institución bahiense, retornó a River Plate, donde obtuvo un primer campeonato irregular. Con el tiempo, y de la mano de algunas aceptables actuaciones que tuvo al lado de Matías Almeyda, se asentó en el equipo titular de River Plate. 
Para el segundo semestre del 2010, fichó por Atlético Tucumán. En 2014 fichó en Boca Unidos de Corrientes y en el 2015 pasó a Juventud Unida de Gualeguaychú, club con el que jugó hasta su retiro en 2018.

## Clubes
| Club             | País      | Año       | PJ  | Goles |
| ---------------- | --------- | --------- | --- | ----- |
| River Plate      | Argentina | 2000-2004 | 32  | 2     |
| Racing Club      | Argentina | 2004-2005 | 29  | 5     |
| River Plate      | Argentina | 2005-2006 | 15  | 1     |
| Colón            | Argentina | 2006-2007 | 33  | 0     |
| Olimpo           | Argentina | 2007-2008 | 27  | 3     |
| River Plate      | Argentina | 2008-2010 | 32  | 4     |
| Atlético Tucumán | Argentina | 2010-2014 | 142 | 6     |
| Boca Unidos      | Argentina | 2014-2015 | 33  | 0     |
| Juventud Unida   | Argentina | 2015-2018 | 26  | 1     |